# Яськовиці (Сілезьке воєводство)
Яськовиці (пол. Jaśkowice, нім. Jaschkowitz) — село в Польщі, у гміні Зброславиці Тарноґурського повіту Сілезького воєводства.
Населення — 124 особи (2011).
У 1975-1998 роках село належало до Катовицького воєводства.

## Демографія
Демографічна структура станом на 31 березня 2011 року:
|          | Загалом | Допрацездатний вік | Працездатний вік | Постпрацездатний вік |
| -------- | ------- | ------------------ | ---------------- | -------------------- |
| Чоловіки | 56      | 9                  | 43               | 4                    |
| Жінки    | 68      | 11                 | 46               | 11                   |
| Разом    | 124     | 20                 | 89               | 15                   |